# Жорж Абриал
Жорж Абриал (фр. Georges Abrial; 1898—1970) је био француски аеродинамичар.

## Биографија
Рођен је 1898. године у Паризу. Након што је завршио Војну академију Сен Сир радио је на Levasseur-Abrial. Дизајнирао је неколико једрилица током 1920-их, након 1932. године је напустио пројекат А-12 и посветио се образовању и почео да предаје поставши утицајан. Имао је важну улогу у развоју узлетања авиона у Француској током 1930-их. После Другог светског рата је промовисао летове у Француској и у Француској западној Африци. Године 1954. је пројектовао авионе са А-13 Buse који никада нису завршени. Преминуо је 1970. у департману Манш.

## Дизајнирани авиона
- Abrial A-2 Vautour (1925) — ваздухопловна једрилица, распон крила 12,65 метара
- Abrial A-3 Oricou (1927) — једномоторни туристички авион са једним седиштем
- Abrial A-12 Bagoas (1931) — једрилица са једним седиштем изузетно ниског односа ширине и висине
- Abrial A-13 Buse (1954) — једрилица са једним седиштем која није завршена